# Thalassophis anomalus
Thalassophis anomalus är en ormart som beskrevs av Schmidt 1852. Thalassophis anomalus är ensam i släktet Thalassophis som ingår i familjen giftsnokar och i underfamiljen havsormar. IUCN kategoriserar arten globalt som otillräckligt studerad. Inga underarter finns listade i Catalogue of Life.
Arten är med en längd mellan 75 och 150 cm en medelstor havsorm. Den jagar främst fiskar. Honor lägger inga ägg utan föder levande ungar.
Thalassophis anomalus förekommer nära kusten i Sydostasien från Thailand till Java. Den vistas ofta i mangrove och andra förgrenade vikar. Arten besöker även korallrev.